# Gargantua (série télévisée d'animation)
 (mars 2021).
Si vous disposez d'ouvrages ou d'articles de référence ou si vous connaissez des sites web de qualité traitant du thème abordé ici, merci de compléter l'article en donnant les références utiles à sa vérifiabilité et en les liant à la section « Notes et références ».
Pour les articles homonymes, voir Gargantua (homonymie).
Gargantua est une série d'animation française en 26 épisodes réalisée par Bernard Deyries et diffusée à partir de 1993 sur France 3 dans Les Minikeums.
Adaptée de l'ouvrage de Rabelais, Gargantua,  par Bénédicte Puppinck, elle met en scène les personnages de Gargantua, Picrochole, Panurge, frère Jean, Loup-Garou, le roi Anarche, Toucquedillon, Nymphéa, Grain de sel et maître Gaudebillaux...

## Synopsis
Le roi Picrochole est un être coléreux et superstitieux, affublé d'une horrible verrue sur le nez. La jalousie le dévore et il veut s'emparer du gros château d'en face, habité par une famille de géants. La rage de Picrochole ne connaît plus de bornes quand naît chez les géants un garçon, Gargantua, fils du roi Grangousier et la reine Gargamelle, qui va déborder de joie de vivre et de franc-parler. Picrochole jure alors la perte de Gargantua. Il va le provoquer, l'espionner et l'attaquer sur tous les terrains et par tous les moyens. Mais Gargantua, bien plus fort, va déjouer tous ses pièges.

## Fiche technique
- Réalisation : Bernard Deyries
- Scénario : Bénédicte Puppinck d'après l’œuvre de Rabelais
- Storyboards : Bernard Deyriès, Christian Choquet, Rémy Brenot
- Création des personnages : Didier Cassegrain
- Décors :  Jean Journeaux (supervision), Richard Despres
- Layout : Yvon Perru, Catherine Delbourg, Thierry Boutry, Cyril Darracq, Elisabeth May, Frédéric Richez
- Animation : Studio SEK
- Musique : Bill Baxter
  - Générique interprété par La Belle Équipe
- Sociétés de production : France 3, SFP Production, Pixibox, Europe Images, RTP
- Société de distribution :
- Pays :  France
- Langue : français
- Format : Couleurs - 4/3 - son stéréo
- Nombre d'épisodes : 26 (1 saison)
- Durée : 13 minutes
- Date de première diffusion : 
  - France : 10 novembre 1993

## Distribution (voix)
- Alain Flick
- Maurice Risch
- Jean-François Vlérick : Panurge
- Patrick Guillemin
- Micheline Dax : la femme de Picrochole
- Georges Caudron
- Gérard Rinaldi
- Henri Labussière : conseiller de Picrochole
- Claire Guyot

Doublage réalisé chez Karina Films.

## Épisodes
1. La Naissance de Gargantua
2. L’Affaire des fouaces
3. Copernic
4. La Saint-Valentin
5. Les Deux Otages
6. Le Jugement de Dieu
7. Frère Jean
8. Le Roi Arnache
9. Les Moutons de Panurge
10. Les Délices de Gaudebillaux
11. La Très Très Grande Bibliothèque
12. Amer Chocolat
13. Poisson d’avril
14. La Hache d’or
15. La Reine des andouilles
16. La Sybille de Panzoust
17. Le Pigeon voyageur
18. Filou
19. Les Cloches de Notre-Dame
20. Les Révoltes des copistes
21. Bon anniversaire, Picrochole
22. Le Procès d’Arnache
23. Les Chicanous
24. Le Siège de Chinon
25. Raminagrobis
26. Les Grands Jeux de Thélème